# Monumento a los mártires de barcos para prisioneros
El Monumento a los mártires de barcos para prisioneros (en inglés: Prison Ship Martyrs' Monument) se localiza en Fort Greene Park, en el borough neoyorquino de Brooklyn (Estados Unidos). Consiste en un monumento a los más de 11 500 prisioneros de guerra fallecidos en cautiverio a bordo de dieciséis buques británicos para prisioneros durante la Guerra de Independencia de los Estados Unidos. Los restos de algunas personas muertas en los barcos están en una cripta debajo de su base. 

## Vandalismo
En abril de 2015, un grupo de vándalos anónimos instaló una estatua de Edward Snowden de 100 libras de peso sobre una de las cuatro columnas del monumento. Snowden es un antiguo empleado de la Agencia Central de Inteligencia y de la Agencia de Seguridad Nacional, conocido por su publicación de documentos clasificados como de alto secreto en los diarios The Guardian y The Washington Post. 
La estatua fue eliminada el mismo día de su colocación por personal del Departamento de Parques.